# روسانو زافراني
روسانو زافراني هو سياسي من سان مارينو، شغل منصب الحاكم للفترة 1 أكتوبر 1987 - 1 أبريل 1988 مع جيانفرانكو تيرينزي.
هو ابن لويجي زافراني، الذي شغل منصب الحاكم عام 1947، وعم غراتسيا زافراني، التي شغلت نفس المنصب في 2020.